# Maison Hannon

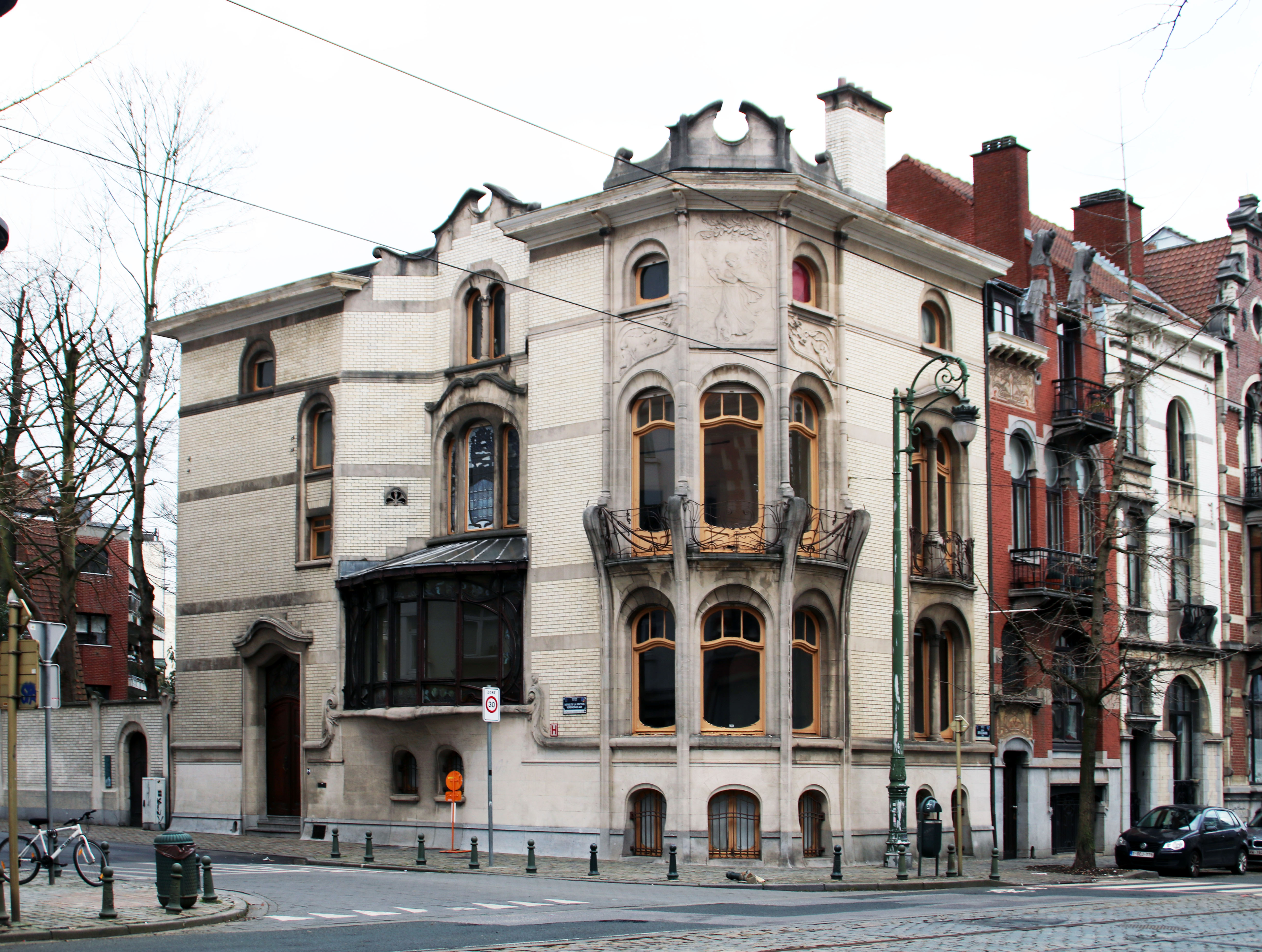
Zustand 2018 vor der Renovierung der Fassade

Die Maison Hannon gebaut im Stile des Art Nouveau (deutscher Begriff: Jugendstil) ist ein Stadtpalais im Stadtteil Saint-Gilles (flämisch: Sint-Gilles) in Brüssel. Das Gebäude und seine Ausstattung (Mobiliar, schmiedeeisernen Elemente, Mosaikfussböden, Fresken, das Treppenhaus und die Fenster) wurden als Gesamtkunstwerk konzipiert.

## Geschichte

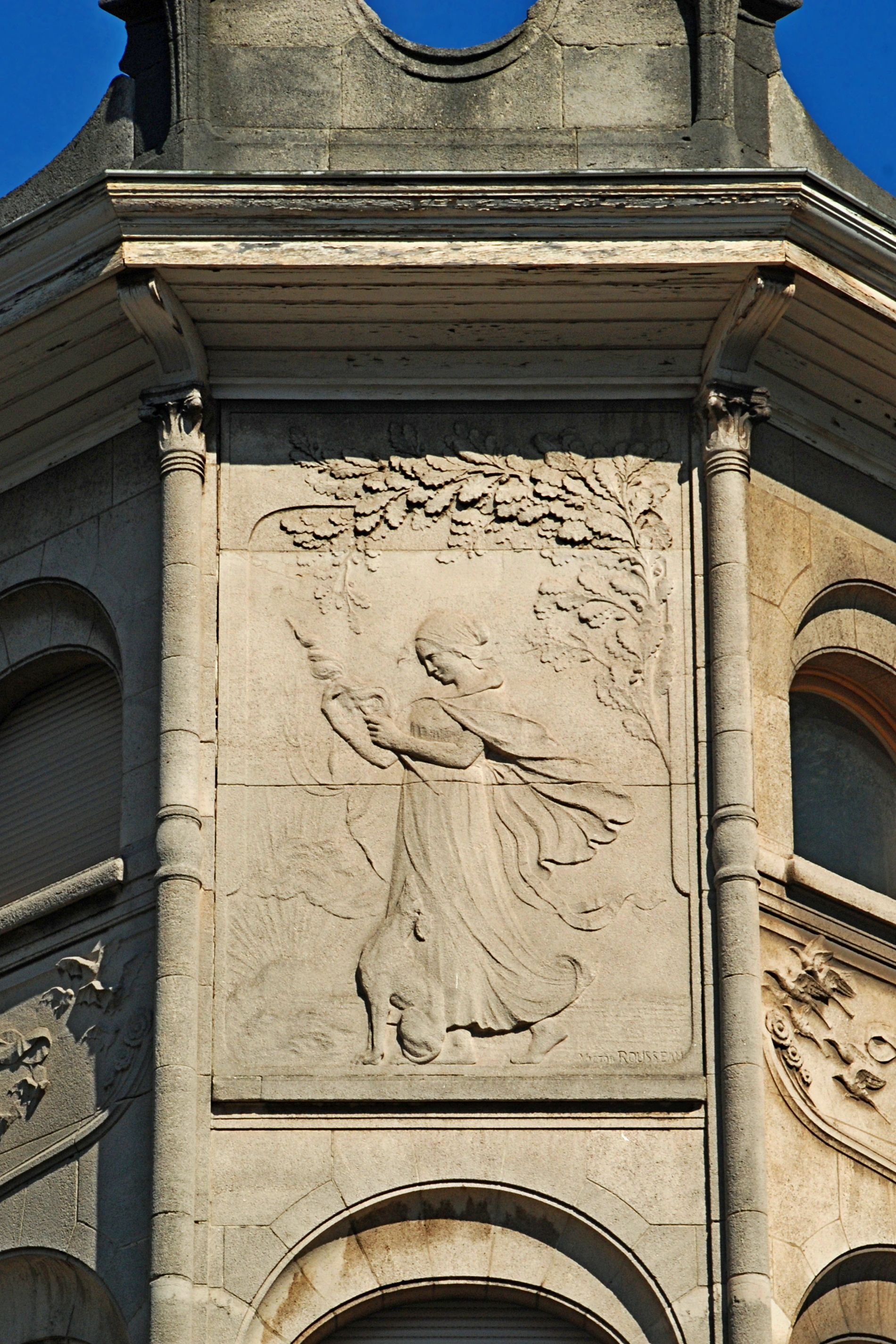
Victor Rousseau: La Fileuse (Die Spinnerin)

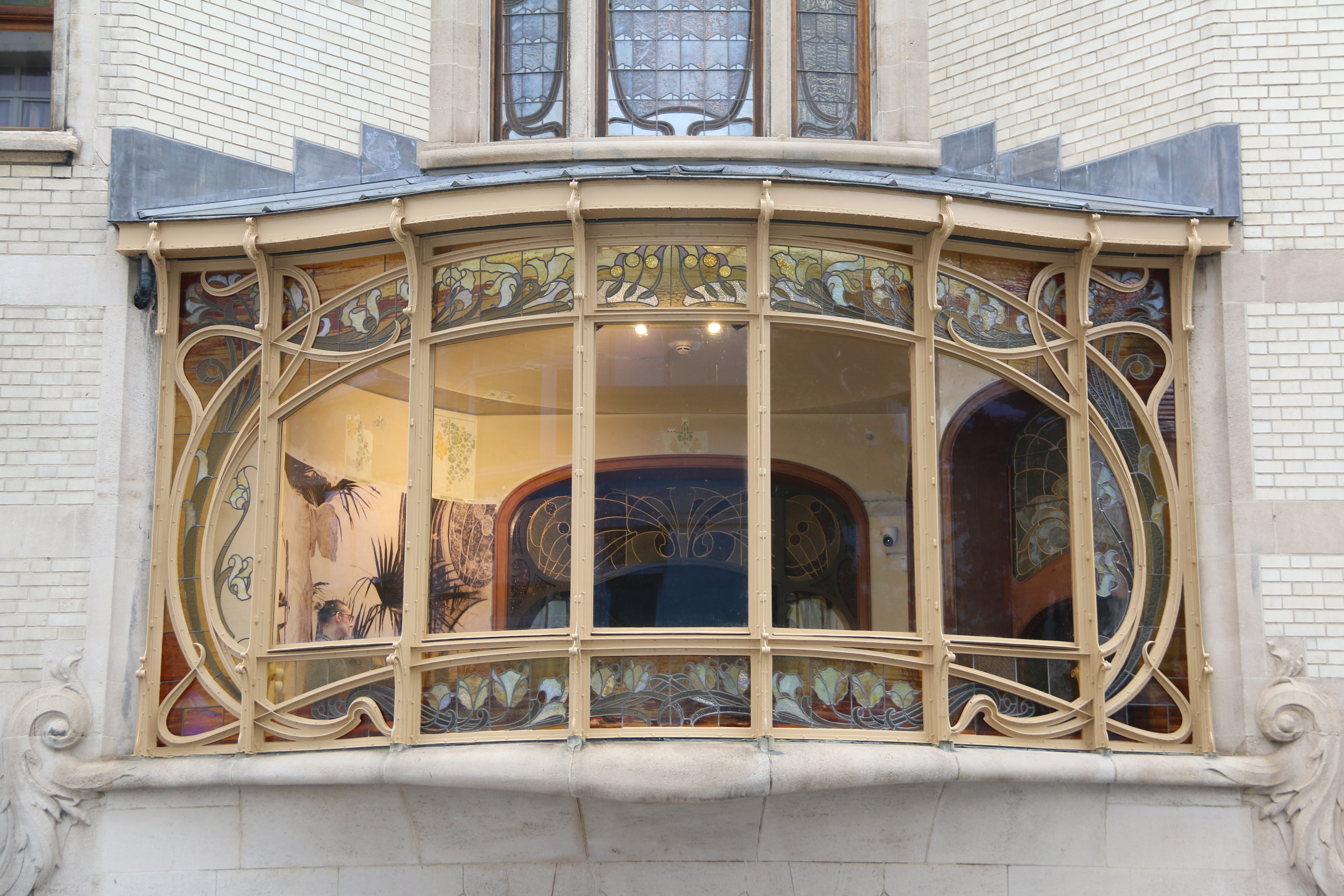
Fassadendetails mit Fenster nach der Renovierung

Das Hôtel particulier wurde von 1903 bis 1904 für Édouard Hannon (1853–1931) erbaut und ist die einzige Arbeit im Stile des belgischen Art Nouveau des Architekten Jules Brunfaut (1852–1942).
Édouard Hannon war Chefingenieur der Solvay-Gruppe und nebenbei auch Amateurfotograf. Hannon war ein Freund Brunfauts und ein Bewunderer des französischen Art Nouveau. Insbesondere die Bauten des belgischen Jugendstilarchitekten Victor Horta dienten Jules Brunfaut als Vorbild, was sich vor allem in dem imposanten Treppenhaus zeigt, einem für Horta typischen Gestaltungselement. Das Hôtel Hannon sollte das einzige Jugendstilgebäude von Jules Brunfaut bleiben, der ansonsten im neoklassizistischen Stil entwarf.

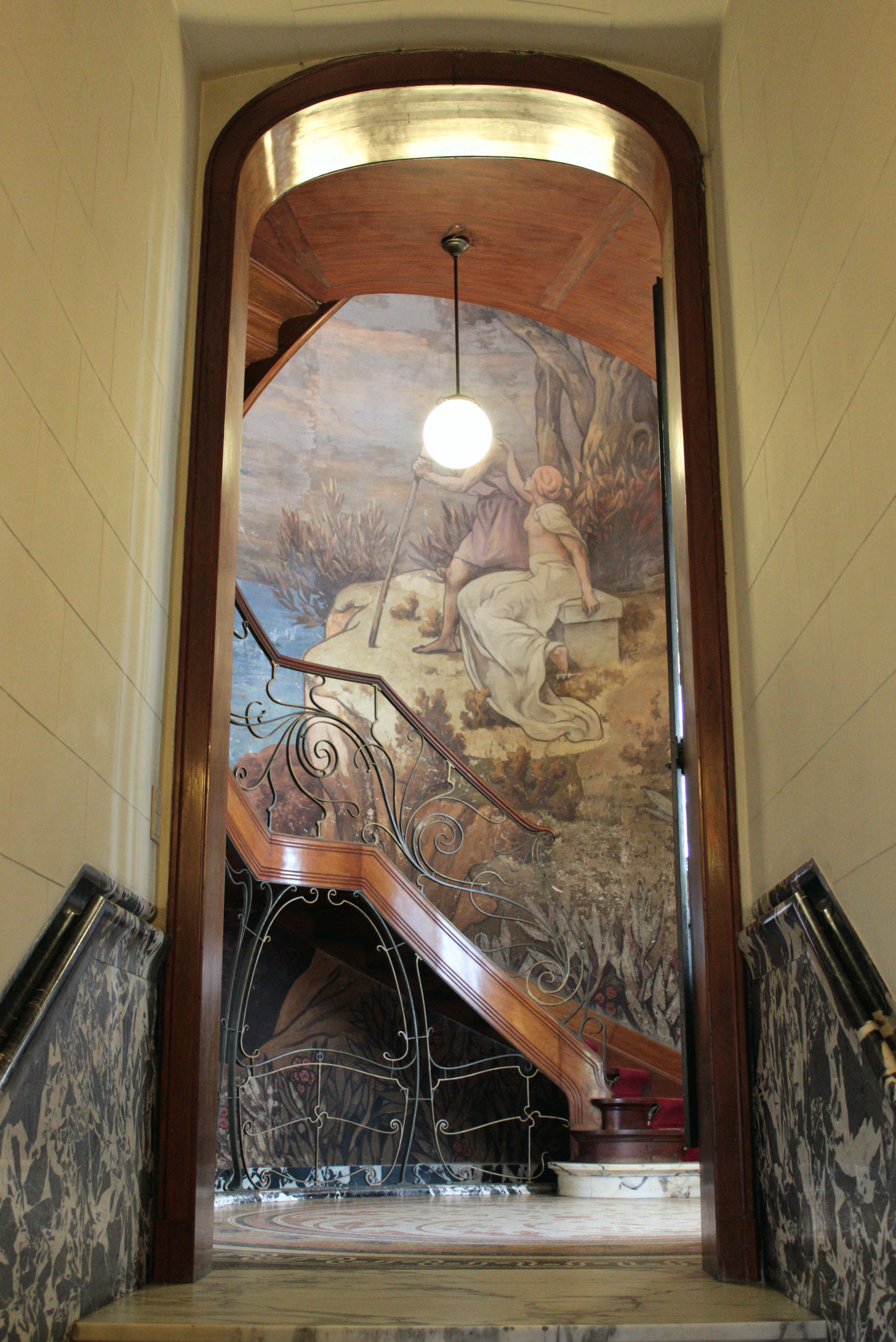
Fresko von Paul Baudoüin im Treppenhaus

Die Fassade besteht aus Ziegelsteinen, in die Bänder aus Werkstein eingefügt sind. Das dekorativen Relief an der Fassadenecke oben ist ein Werk des belgischen Bildhauers Victor Rousseau (1865–1954) mit dem Titel: La Fileuse (Die Spinnerin). Die Glasfenster der Maison Hannon stammen von Raphaël Evaldre (im Tiffany-Stil), die Möbel von Émile Gallé. Fresken im Treppenhaus und im Empfangssaal stammen von dem französischen Maler Paul Albert Baudoüin (1844–1931). 
Bis 1965 lebte hier noch die Tochter von Édouard Hannon. Danach stand das Haus leer. 1976 wurde das Maison Hannon unter Denkmalschutz gestellt. 1979 kaufte die Gemeinde Saint-Gilles das Gebäude und ließ es von 1982 bis 1988 restaurieren. Die Gemeinde brachte dort 1988 die Stiftung Contretype – Centre pour l’image et la photographie contemporaine unter.  Sie veranstaltete ihre Ausstellungen dort bis 2013. Danach zog Contretype in ein neues Gebäude in Saint-Gilles, der Cité Fontainas und das Maison Hannon wurde erneut renoviert unter der Berücksichtigung aller original erhaltener Elemente (z. B waren die Glasfenster von Raphaël Evaldre ausgelagert) und der Rekonstruktion des verlorenen gegangenen originalen Mobiliars von Émile Gallés und anderer Ausstattungsstücke. Die Restaurierung umfasste das Erdgeschoss, das originalgetreu nach dem Geschmack der Hannon-Familie gestaltet wurde, und das erste Obergeschoss, das temporären Ausstellungen vorbehalten ist. Die Renovierung ist noch nicht abgeschlossen. Seit der Neueröffnung des Maison Hannon am 1. Juni 2023 wurden innerhalb eines Jahres bereits 50.000 Besucher gezählt.

### Sonderausstellungen
Im Maison Hannon finden Sonderausstellungen statt. Besonders das belgische Art Nouveau soll in Zukunft vorrangig präsentiert werden. 
Die erste Ausstellung Art(s) Nouveau(x) belge(s) wird bis 2025 gezeigt.
Diese Ausstellung beleuchtet das Werk von Schlüsselfiguren des belgischen Art Nouveau wie Paul Hankar, Henry van de Velde, Gustave Serrurier-Bovy und anderen Art Nouveau Künstlern, die gemeinsam an der Gestaltung eines modernen Lebensstils arbeiteten, der durch eine radikal neue Ästhetik und Funktionalität für jedermann zugänglich werden sollte. Ihr Engagement legte den Grundstein für eine erste Moderne in der Kunst, dem Kunstgewerbe und der Architektur. Leihgeber der Ausstellung sind das Designmuseum Gent, die Klassik Stiftung Weimar, das Spa Museum, die Fédération Wallonie-Bruxelles, das Musée d'Ixelles und private Sammler wie die Jonathan Mangelinckx Collection, die Meisterwerke aus ihren Sammlungen zur Verfügung gestellt haben.